# Верю в любовь
«Верю в любовь» (англ. I Still Believe) ― американская романтическая мелодрама 2020 года, снятая братьями Эндрю и Джоном Эрвинами. Фильм основан на жизни американского певца и автора песен современной христианской музыки Джереми Кэмпа и его первой жены Мелиссы Линн Хеннинг-Кэмп, у которой незадолго до свадьбы был диагностирован рак яичников. Премьера фильма состоялась в Arclight Hollywood 7 марта 2020 года, а театральный релиз в Соединённых Штатах состоялся 13 марта 2020 года. Фильм получил неоднозначные отзывы критиков, которые похвалили фильм за изображение веры, но раскритиковали сюжет и персонажей. Компания Lionsgate выпустила фильм на видео по запросу 27 марта 2020 года в связи с пандемией COVID-19.

## Сюжет
Действие происходит в Лафайете, штат Индиана. В сентябре 1999 года Джереми Кэмп отправляется в колледж часовни Голгофы в Мурриете, штат Калифорния. В ночь своего приезда он отправляется на концерт канадской христианской группы The Kry, где знакомится с вокалистом Жан-Люком Ладжуа.
После концерта Джереми встречает Мелиссу Хеннинг, с которой учился в одной школе и подругу Жан-Люка. Жан-Люк любит Мелиссу, но она не отвечает ему взаимностью. Джереми и Мелисса знакомятся друг с другом и у них завязываются отношения. Жан-Люк перестает общаться с ними. В результате Мелисса прекращает свои отношения с Джереми. Джереми возвращается в дом своей семьи в Индиане на рождественские каникулы. Через несколько дней после Рождества Жан-Люк звонит Джереми и сообщает, что Мелисса больна и просит Джереми вернуться в Калифорнию.
По прибытии Джереми навещает Мелиссу в больнице и та сообщает ему, что у неё диагностирован рак печени 3-й стадии. Мелисса также признается Джереми в любви. Джереми говорит то же самое и делает ей предложение. Мелисса соглашается. В это же время Джереми начинает делать себе имя как христианский певец и автор песен. Мелисса узнает, что рак распространился на её яичники и что ей нужна операция, которая сделает её бесплодной. После того, как должна была состояться операция, Джереми будит Мелиссу и говорит ей, что операция была отменена, так как теперь у неё нет рака. Шесть месяцев спустя Джереми и Мелисса женятся. Все кажется идеальным, пока после их медового месяца Мелисса не просыпается от боли. Джереми отвозит её в больницу, где они узнают, что рак вернулся и больше ничего нельзя сделать.
По мере того как Мелисса слабеет, Джереми начинает сомневаться в своей вере в Бога. В больнице Джереми поет песню, которую он написал во время их медового месяца. Вскоре после этого Мелисса умирает. Джереми злится на Бога и решает отказаться от своей музыкальной карьеры, разбивая свою гитару до тех пор, пока она не сломается. Внутри гитары Джереми находит записку, которую Мелисса оставила ему, чтобы он нашёл её после смерти, в которой говорится, что страдания не вредят вере, а укрепляют её. Её напутственные слова побуждают его продолжать писать песни.
Два года спустя Джереми исполняет песню, которую написал после смерти Мелиссы о своих страданиях, но в конце концов восстановил веру. После концерта он встречает девушку по имени Эдриэнн, которая говорит Джереми, что потеряла близкого ей человека, и она была зла на Бога, и его песни изменили её жизнь.  Титры показывают, что Джереми и Эдриэнн поженились в 2003 году и у них трое детей.

## В ролях
- Кей Джей Апа ― Джереми Кэмп
- Бритт Робертсон ― Мелисса
- Гэри Синиз ― Том
- Шанайя Твейн ― Тери
- Мелисса Роксбург ― Хизер
- Нейтан Парсонс ― Жан-Люк
- Эбигейл Коуэн ― Эдриэнн

## Выход
Премьера фильма состоялась в кинотеатре Arclight Hollywood в Голливуде, штат Калифорния, 7 марта 2020 года. Он также был выпущен в кинотеатрах Северной Америки 13 марта компанией Lionsgate с ранними показами в кинотеатрах IMAX 11 марта.
Когда пандемия COVID-19 отступила, фильм был выпущен в трех кинотеатрах Santikos в Сан-Антонио, штат Техас, 1 мая 2020 года.

## Приём
Фильм собрал 9,9 миллиона долларов в Соединённых Штатах и Канаде и 3 миллиона долларов в других странах, что в общей сложности составило 12,9 миллиона долларов по всему миру.
В Соединённых Штатах и Канаде фильм собрал 11-15 миллионов долларов в 3250 кинотеатрах в первые выходные. Фильм занял первое место в прокате в первый день, собрав 4 миллиона долларов, включая 780 000 долларов с показов IMAX в среду и предварительных просмотров в четверг вечером. 

## Критика
На сайте агрегатора отзывов Rotten Tomatoes, рейтинг одобрения фильма составляет 49 %, он основан на 49 отзывах со средним рейтингом 5,6 из 10. На сайте Metacritic фильм имеет средневзвешенный балл 41 из 100, основанный на 12 критиках, что указывает на смешанные или средние отзывы. Зрители, опрошенные Cinematic, дали фильму среднюю оценку "A" по шкале от A + до F, а PostTrak сообщил, что он получил в среднем 4,5 звезды из 5.
В благоприятном отзыве Пит Хаммонд из Deadline Hollywood написал, что фильм не переписывает ни одно из правил этого жанра, но он задает правильные вопросы веры в свете невообразимой трагедии, не пытаясь приукрасить их. Для тех, кто действительно хочет верить, этого должно быть достаточно. Поклонники Aпы также должны быть счастливы. Циникам не стоит смотреть фильм, он не для них. Меган Башам из World также написала положительный отзыв похвалив фильм за изображение веры среди страданий. Джо Лейдон из Variety в положительном отзыве о фильме похвалил игру Апы и Робертсон и высоко оценил режиссуру братьев Эрвин. 

## Награды
| Награда    | Дата | Категория                | Результат |
| ---------- | ---- | ------------------------ | --------- |
| Dove Award | 2020 | Вдохновляющий фильм года | Победа    |

## Саундтрек
Оригинальный саундтрек к фильму был выпущен в цифровом виде лейблом Capitol Records 6 марта 2020 года и включал партитуру Дебни, исполнение Aпой песен Кэмпа «This Man», «I Still Believe», «My Desire» и «Right Here», а также новые версии «I Still Believe» и «Walk by Faith» в исполнении Джереми Кэмпа и два трека с диалогами из фильма.

### Трек-лист
| №                   | Название                                                                             | Длительность |
| ------------------- | ------------------------------------------------------------------------------------ | ------------ |
| 1.                  | «I Still Believe» (performed by KJ Apa; written by Jeremy Camp)                      | 3:42         |
| 2.                  | «Jeremy Says Goodbye» (written by Debney)                                            | 4:05         |
| 3.                  | «This Man» (performed by KJ Apa; written by Jeremy Camp)                             | 3:09         |
| 4.                  | «Take My Hand» (performed by David Leonard written by Jean-Luc Lajoie & Yves Lajoie) | 4:20         |
| 5.                  | «Find Me in the River» (performed by KJ Apa and JJ Heller)                           | 3:03         |
| 6.                  | «Some Stars Shine Brighter Than Others» (written by Debney)                          | 3:12         |
| 7.                  | «My Desire» (performed by KJ Apa; written by Jeremy Camp)                            | 3:19         |
| 8.                  | «Dwelling Places (Dialog)» (dialog by cast of I Still Believe)                       | 0:59         |
| 9.                  | «Right Here» (performed by KJ Apa; written by Jeremy Camp)                           | 3:29         |
| 10.                 | «Melissa Loves Jeremy» (written by Debney)                                           | 2:07         |
| 11.                 | «You Call I'll Answer» (performed by David Leonard)                                  | 4:03         |
| 12.                 | «Walk by Faith (Dialog)» (dialog by cast of I Still Believe)                         | 2:35         |
| 13.                 | «Ancient Stories Still Relevant» (written by Debney)                                 | 4:44         |
| 14.                 | «Hey, What's Your Name Again?» (written by Debney)                                   | 3:21         |
| 15.                 | «Walk by Faith (2020 version)» (written and performed by Jeremy Camp)                | 3:41         |
| 16.                 | «I Still Believe (2020 version)» (written and performed by Jeremy Camp)              | 4:31         |
| 17.                 | «I Can't Save Myself (bonus track)» (performed by Adrienne Camp)                     | 3:12         |
| Общая длительность: | Общая длительность:                                                                  | 57:32        |